# Diving Machine G5
Diving Machine G5 sont des montagnes russes assises machine plongeante du parc Janfusun Fancyworld, situé à Koo-Kung Hsiang, dans le Comté de Yunlin, à Taïwan. Ouverte en 2000, c'est la deuxième machine plongeante au monde après Oblivion, à Alton Towers au Royaume-Uni.

## Le circuit

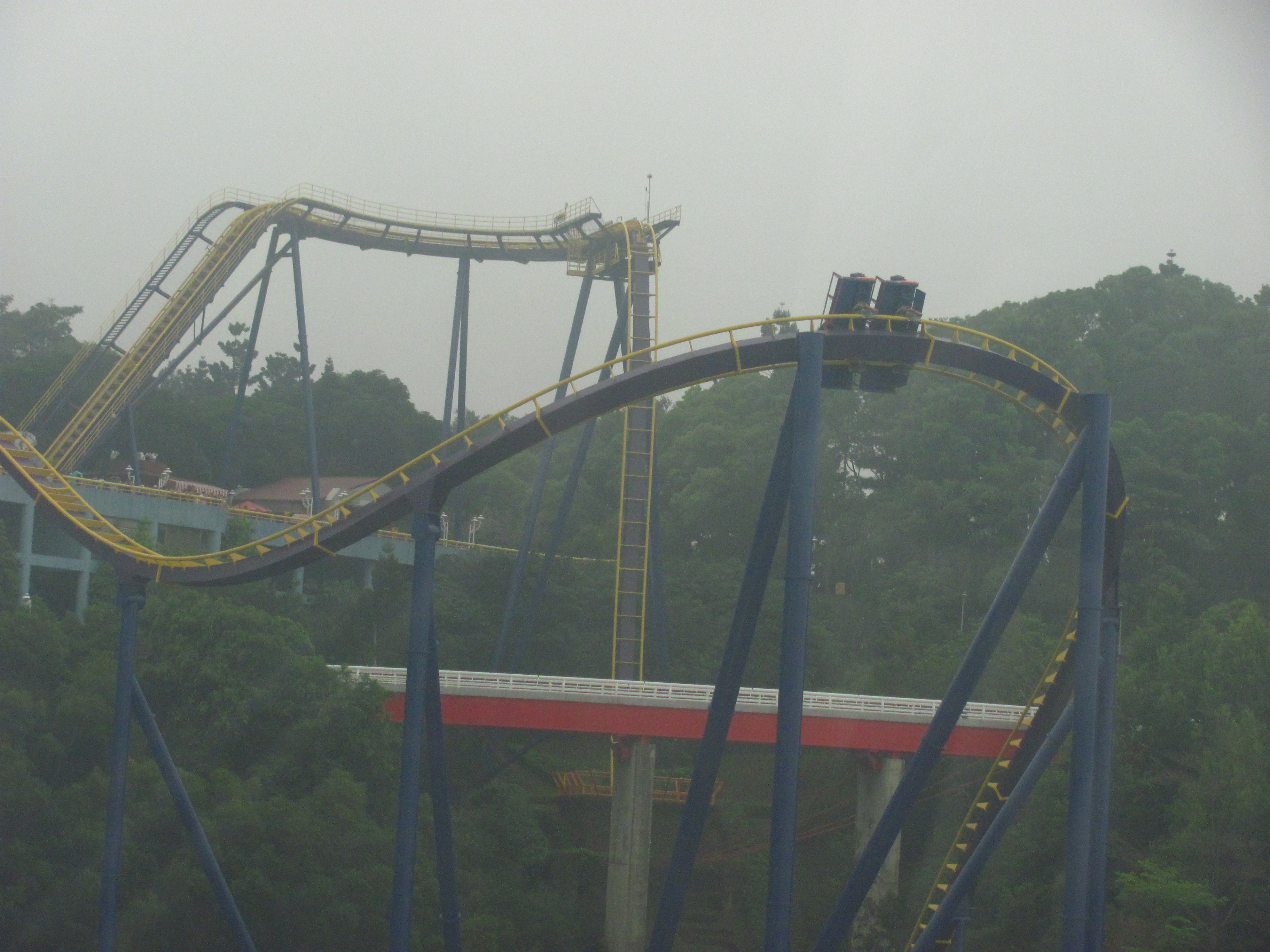
Diving Machine G5.

Le circuit de Diving Machine G5 est une image miroir de celui d’Oblivion, à Alton Towers au Royaume-Uni.

## Statistiques
- 6 trains. Les passagers sont placés à 8 de front sur deux rangs pour un total de 16 passagers par wagon.